# Holly Lincoln-Smith
Holly Jane Lincoln-Smith (Sydney, 26 marzo 1988) è una pallanuotista australiana.

## Palmarès
- Giochi olimpici

Londra 2012: bronzo.
- Mondiali

Barcellona 2013: argento.
- Coppa del mondo

Christchurch 2010: argento.
- Mondiali giovanili

Porto 2007: oro.
- Canada Cup

2011: oro.